# Eggbert
Eggbert (Egghead Jr. en anglais) est un personnage des cartoons Warner Bros Looney Tunes et des Merrie Melodies. Il a été créé par Robert McKimson en 1954.
Eggbert est un petit poussin qui reste plongé des heures durant, dans des livres scientifiques. Malgré sa petite taille, son intelligence le place au-dessus de tous les poulets de la basse-cour. C'est un génie précoce des mathématiques et des sciences physiques.

## Description
Il n'hésite pas, malgré tout, à mettre en application tout ce qu'il apprend dans les livres et tente de nombreuses expériences dont le résultat s'avère souvent surprenant : son avion en papier va décoller comme un avion à réaction et en descendre un autre ou il lancera une balle de baseball qui va transpercer le bâton du frappeur et les arbres derrière lui. 
Eggbert reste obtinément muet dans toutes ses apparitions, ce qui offre un contraste très comique, lorsqu'il se trouve en présence de Charlie le Coq, qui lui est particulièrement bavard. 
On le voit d'abord avec Charlie le coq et Miss Prissy. Le gros coq va devoir prouver à Miss Prissy qu'il pourrait faire un bon père pour Eggbert.  Par la suite Charlie décide d'emmener Eggbert jouer à des jeux de son âge comme le baseball ou aux cowboys et aux indiens pour finalement initier Eggbert à la vie au grand air.  Toutes ces occasions seront des échecs catastrophiques pour Charlie le coq à en perdre ses plumes !